# Daytona (album)
Daytona (stilizzato come DAYTONA) è il terzo album in studio del rapper statunitense Pusha T, pubblicato il 25 maggio 2018 dalle etichette discografiche GOOD Music e Def Jam Recordings. L'album vede le collaborazioni di Rick Ross e Kanye West, quest'ultimo ha anche prodotto  tutti brani dell'album, con le produzioni aggiuntive di Andrew Dawson e Mike Dean e presenta, inoltre, voci non accreditate di Tony Williams e 070 Shake.
Daytona è il primo di cinque album prodotti da Kanye West a Jackson Hole nel Wyoming, dove hanno avuto luogo le cosiddette "Wyoming Sessions". L'album ha preceduto l'uscita di Ye, dello stesso West, di Kids See Ghosts dei Kids See Ghosts, Nasir di Nas e K.T.S.E. di Teyana Taylor. L'album è stato supportato dal singolo "What Would Meek Do?", che è stato pubblicato il 4 luglio 2018. Ha esordito alla posizione numero 3 della Billboard 200, vendendo 77.000 unità equivalenti ad album, di cui 39.000 in copia fisica, e ha ricevuto recensioni estremamente positive da parte della critica. L'album è stato inoltre candidato per il Grammy Award al miglior album rap alla 61ª edizione dei Grammy Awards.

## Antefatti
Nel dicembre del 2015, Pusha T pubblicò l'album King Push – Darkest Before Dawn: The Prelude, che era stato originariamente pensato come un preludio al suo terzo album, King Push. Tuttavia, l'album subì numerosi rimandi fino a quando Daytona non fu annunciato da Kanye West via Twitter il 19 aprile 2018, insieme con la data di pubblicazione dell'album stesso.
Pusha T ha poi spiegato il titolo dell'album:

## Copertina
La copertina originale per l'album fu sostituita pochi giorni prima della pubblicazione dell'album. La copertina finale consiste in una foto scattata al bagno dell'appartamento della cantante Whitney Houston. La licenza per la copertina costò $85.000, pagati da Kanye West. L'ex-marito della Houston, Bobby Brown, criticò duramente la copertina, affermando che fosse di "davvero cattivo gusto".

## Controversie
Il rapper canadese Drake rispose al brano Infrared, che era indirizzato allo stesso Drake, il quale veniva accusato di utilizzare un ghostwriter, pubblicando la diss track Duppy Freestyle il 25 maggio 2018, giorno di uscita di Daytona. Quattro giorni dopo, Pusha T rispose con il brano The Story of Adidon, nel quale afferma che Drake è, in realtà, il padre di un figlio avuto con una pornostar. Drake avrebbe poi confermato questa notizia con l'uscita del suo quinto album, Scorpion, poche settimane dopo. Drake afferma che le notizie circa suo figlio siano state fatte trapelare da Kanye West, ma Pusha T ha in seguito dichiarato che il produttore di Drake, 40, abbia riferito la notizia a una donna con cui egli è andato a letto.

## Accoglienza
| Recensione             | Giudizio |
| ---------------------- | -------- |
| AnyDecentMusic?        | 8,2/10   |
| Metacritic             | 86/100   |
| AllMusic               |          |
| The A.V. Club          | A-       |
| Consequence of Sound   | A-       |
| The Guardian           |          |
| The New Zealand Herald |          |
| The Observer           |          |
| Pitchfork              | 8,3/10   |
| Rolling Stone          |          |
| Vice                   | A        |

Alla sua uscita, Daytona ha ricevuto ampi consensi da parte della critica di settore. Il sito Metacritic, che assegna un punteggio standardizzato da 0 a 100, gli dà un punteggio di 86, basato su 20 recensioni professionali.
Paul A. Thompson, nella sua recensione per il webzine Pitchfork, ha descritto così l'album:
Ben Beaumont-Thomas del The Guardian, scrive:
Yoh Philips di DJBooth ha invece scritto:
Daytona è stato inoltre inserito in numerose classifiche di fine anno, tra cui:

### Riconoscimenti di fine anno
| Rivista              | Classifica                                 | Posizione | Note   |
| -------------------- | ------------------------------------------ | --------- | ------ |
| A. Side              | The 25 Best Albums of 2018                 | 4         | [ 30 ] |
| AllHipHop            | The 15 Best Hip-Hop Albums of 2018         | 1         | [ 31 ] |
| BBC                  | The Best Albums of 2018                    | 8         | [ 32 ] |
| Billboard            | The 20 Best Hip-Hop Albums of 2018         | 1         | [ 33 ] |
| Billboard            | The 50 Best Albums of 2018                 | 4         | [ 34 ] |
| BrooklynVegan        | The 30 Best Rap Albums of 2018             | 3         | [ 35 ] |
| Complex              | The Best Albums of 2018                    | 1         | [ 36 ] |
| Consequence of Sound | The Top 50 Albums of 2018                  | 5         | [ 37 ] |
| DJBooth              | The 50 Best Hip-Hop and R&B Albums of 2018 | 2         | [ 38 ] |
| Dummy                | The 25 Best Albums of 2018                 | 1         | [ 39 ] |
| Esquire              | The Best Albums of 2018                    | 5         | [ 40 ] |
| Exclaim!             | The Top 10 Hip-Hop Albums of 2018          | 2         | [ 41 ] |
| Highsnobiety         | The 25 Best Albums of 2018                 | 1         | [ 42 ] |
| HotNewHipHop         | The Top 30 Hottest Hip-Hop Albums of 2018  | 4         | [ 43 ] |
| Magnet               | The Best Albums of 2018                    | 2         | [ 44 ] |
| NME                  | The Albums of the Year 2018                | 5         | [ 45 ] |
| NPR                  | The Best Rap Albums of 2018                | 9         | [ 46 ] |
| Paste                | The 10 Best Hip-Hop Albums of 2018         | 1         | [ 47 ] |
| Revolt               | The 11 Best Rap Albums of 2018             | 2         | [ 48 ] |
| Rolling Stone        | The 30 Best Hip-Hop Albums of 2018         | 3         | [ 49 ] |
| Rolling Stone        | The 50 Best Albums of 2018                 | 7         | [ 50 ] |
| Salon                | Top 10 Albums of 2018 in Hip-Hop and R&B   | 2         | [ 51 ] |
| Spectrum Culture     | The Top 20 Albums of 2018                  | 4         | [ 52 ] |
| Spin                 | The 51 Best Albums of 2018                 | 8         | [ 53 ] |
| The 405              | The Top 50 Albums of 2018                  | 1         | [ 54 ] |
| The Austin Chronicle | The Best Albums of 2018 by Genre (Hip-Hop) | 7         | [ 55 ] |
| The Ringer           | The Best Albums of 2018                    | 2         | [ 56 ] |
| The Triangle         | The Best Albums of 2018                    | 5         | [ 57 ] |
| Trebiezine           | The 10 Best Hip-Hop Albums of 2018         | 2         | [ 58 ] |
| Vulture              | The 15 Best Albums of 2018                 | 5         | [ 59 ] |

### Candidature
| Evento             | Categoria      | Esito       | Note   |
| ------------------ | -------------- | ----------- | ------ |
| Grammy Awards 2019 | Best Rap Album | Candidato/a | [ 60 ] |

## Tracce
1. If You Know You Know – 3:22 (testo: Terrence Thornton, Kanye West, Al Gwylit, Richard Nisbet – musica: West)
2. The Games We Play – 2:46 (testo: Thornton, West, Booker T. Averheart, Cynthia Biggs El, Shawn Carter, Dexter Wansel, David Anthony Willis – musica: West, Andrew Dawson)
3. Hard Piano (feat. Rick Ross) – 3:15 (testo: Thornton, West, Mike Dean, Tony Williams, Dawson, William Roberts, Charles Wright – musica: West, Dawson, Dean)
4. Come Back Baby – 3:26 (testo: Thornton, West, James T. Shaw – musica: West, Dawson)
5. Santeria – 2:56 (testo: Thornton, West, Dean, Williams, Danielle Balbuena, Isaac Hayes – musica: West, Dean, Pi'erre Bourne)
6. What Would Meek Do? (feat. Kanye West) – 2:33 (testo: Thornton, West, Jon Anderson, Chris Squire, Bill Bruford – musica: West)
7. Infrared – 2:50 (testo: Thornton, West, Robert Manchurian, Carter, Mark James – musica: West)

### Campionature
- If You Know You Know contiene un campione di "Twelve O'Clock Satanial", eseguita da Air e scritta da Al Gwylit e Richard Nisbet.
- The Games We Play contiene un campione di "Heart 'N Soul", eseguita e scritta da Booker Averheart; e contiene interpolazioni di "Politics as Usual", scritta da Cynthia Biggs, Shawn Carter, Dexter Wansel e David Anthony Willis.
- Hard Piano contiene un campione di "High as Apple Pie Slice II", registrata da Charles Wright & the Watts 103rd Street Rhythm Band.
- Come Back Baby contiene un campione di "The Truth Shall Make You Free", scritta ed eseguita da The Mighty Hannibal; contiene inoltre un campione non accreditato di "I Can't Do Without You", scritta ed eseguita da George Jackson.
- Santeria contiene un campione di "Bumpy's Lament", eseguita dai Soul Mann & the Brothers e scritta da Isaac Hayes.
- What Would Meek Do? contiene un campione di "Heart of the Sunrise", eseguita dagli Yes e scritta da Jon Anderson, Chris Squire e Bill Bruford.
- Infrared contiene un campione di "I Want to Make Up", eseguita dai 24-Carat Black e scritta da Robert Manchurian; e interpolazioni di "Prelude", scritta da Shawn Carter e Mark James.

## Formazione
Crediti adattati dal libretto del CD
- Tom Kahre – registrazione
- Nathaniel Alford – registrazione
- Jenna Felsenthal – assistente alla registrazione
- Mike Snell – registrazione
- Mike Dean – ingegneria, missaggio, tastiere (tracce 3, 5), mastering
- Sean Solymar – assistente all'ingegneria
- Noah Goldstein – ingegneria, programmazione (tracce 1, 5)
- Andrew Dawson – ingegneria (tracce 2–4)
- Mike Malchicoff – ingegneria (tracce 3, 6)
- Jess Jackson – missaggio
- Splash News – cover
- Akeem Smith (The Projects) – cover design

## Classifiche
| Classifica (2018)         | Posizione massima |
| ------------------------- | ----------------- |
| Australia                 | 11                |
| Belgio (Fiandre)          | 22                |
| Belgio (Vallonia)         | 163               |
| Canda                     | 5                 |
| Danimarca                 | 18                |
| Germania                  | 86                |
| Irlanda                   | 17                |
| Nuova Zelanda             | 12                |
| Norvegia                  | 12                |
| Paesi Bassi               | 18                |
| Regno Unito               | 13                |
| Stati Uniti               | 3                 |
| Stati Uniti (R&B/Hip-Hop) | 2                 |
| Svezia                    | 22                |
| Svizzera                  | 25                |